# Otto Braun

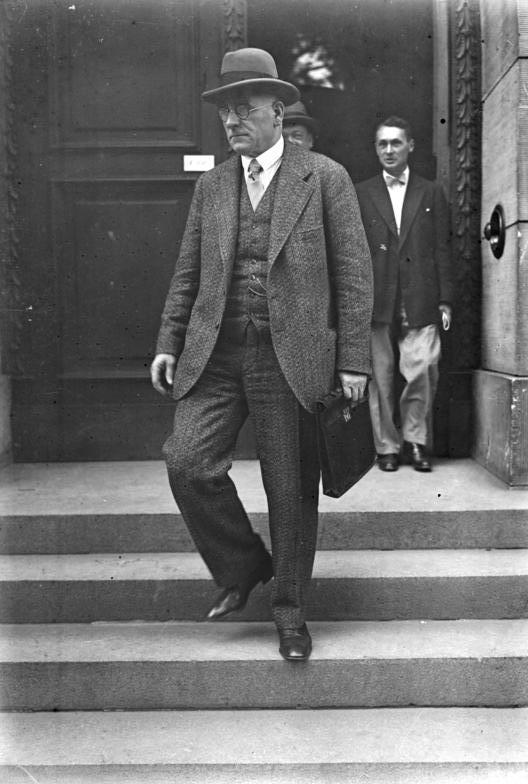
Otto Braun, Juli 1930

Otto Braun (* 28. Januar 1872 in Königsberg i. Pr.; † 15. Dezember 1955 in Locarno, Schweiz, nach anderen Quellen in Ascona) war ein sozialdemokratischer deutscher Politiker in der Weimarer Republik.
Von 1920 bis 1932 war er mit zwei kurzen Unterbrechungen (März–November 1921 sowie Februar–April 1925) Ministerpräsident des Freistaates Preußen. Durch diese personelle Kontinuität ergaben sich in Preußen im Gegensatz zur Reichspolitik weitgehend stabile Regierungsverhältnisse. Braun versuchte, Preußen zu einem „republikanischen Bollwerk“ in der Weimarer Republik aufzubauen. In seine Amtszeit fällt unter anderem die Umgestaltung der öffentlichen Verwaltung unter demokratischen Gesichtspunkten.
Der gelegentlich als „Roter Zar von Preußen“ oder „letzter König von Preußen“ titulierte Braun war sowohl überzeugter sozialer Demokrat als auch Preuße. Er betrieb eine Reformpolitik, die umstritten war, aber sich stets im Rahmen der Legalität bewegte. Die Grenzen dieses Ansatzes wurden ihm am Ende der Weimarer Republik vorgeführt. Mit dem sogenannten „Preußenschlag“ am 20. Juli 1932 entmachtete Reichskanzler Franz von Papen die Regierung Braun, nachdem diese zuvor ihre Mehrheit verloren hatte, der neue Landtag – dominiert von Nationalsozialisten und Kommunisten – aber sich auf keine Nachfolgeregierung einigte, sodass alle Minister im Amt blieben. Trotz der neuen machtpolitischen Realitäten versuchte Braun, mit juristischen Maßnahmen dem illegalen Vorgehen entgegenzutreten, was aber, trotz eines gewonnenen Prozesses vor dem Reichsgericht, wirkungs- und bedeutungslos blieb.
Mit der Machtergreifung Adolf Hitlers wurde Brauns Reformpolitik schnell und gründlich revidiert, Braun musste ins Exil flüchten.

## Leben
Braun war Sohn eines Handwerkers, der in seinem Leben den sozialen Abstieg vom selbstständigen Schuhmachermeister zum Bahnwärter erlitt. Otto Braun selbst absolvierte nach kurzer Schulzeit eine Lehre als Drucker. Er war eine eindrucksvolle Person: fast 1,90 Meter groß, breit gebaut, willensstark, mit ausgeprägtem organisatorischen Talent und einer Fähigkeit, auch komplizierte Gruppen zu führen. Einzig als Redner und Darsteller war er in der Weimarer Republik seinen Kontrahenten und Parteifreunden weit unterlegen. Dem sachlich und nüchtern denkenden und auftretenden Braun fehlten sowohl das rhetorische Geschick als auch das Vermögen, seine Zuhörer mit einer emotionalen Ansprache mitzureißen. Bei aller Pragmatik seiner Politik ließ er sich stets von seiner tiefen humanistischen Überzeugung vom Recht der Menschen auf Freiheit und politische Gleichberechtigung leiten.
Über seine ein Jahr ältere Frau Emilie, geborene Podzius, sind wenige Informationen überliefert. Er lernte sie in den 1890ern auf einer Parteiversammlung kennen, auf der er als Redner auftrat. In Brauns Zeit als Ministerpräsident trat Emilie nie in der Öffentlichkeit auf, im engeren Freundes- und Bekanntenkreis war sie schweigsam und wirkte in sich gekehrt; sie war mit Käthe Kollwitz befreundet. Am 3. April 1894 heirateten Emilie und Otto in Königsberg. Da Emilie 1927 unheilbar erkrankte, war das Leben des Paares seit den 1920ern weitgehend auf das Haus beschränkt. Nach Augenzeugenberichten pflegte Braun seine Frau aufopfernd, seine Flucht in die Schweiz 1933 scheint vor allem aus Sorge um Emilie geschehen zu sein. Sein einziges Kind, Erich, starb 1915 mit 21 Jahren im Ersten Weltkrieg als Kriegsfreiwilliger an der Diphtherie – ein Verlust, der Braun tief traf.

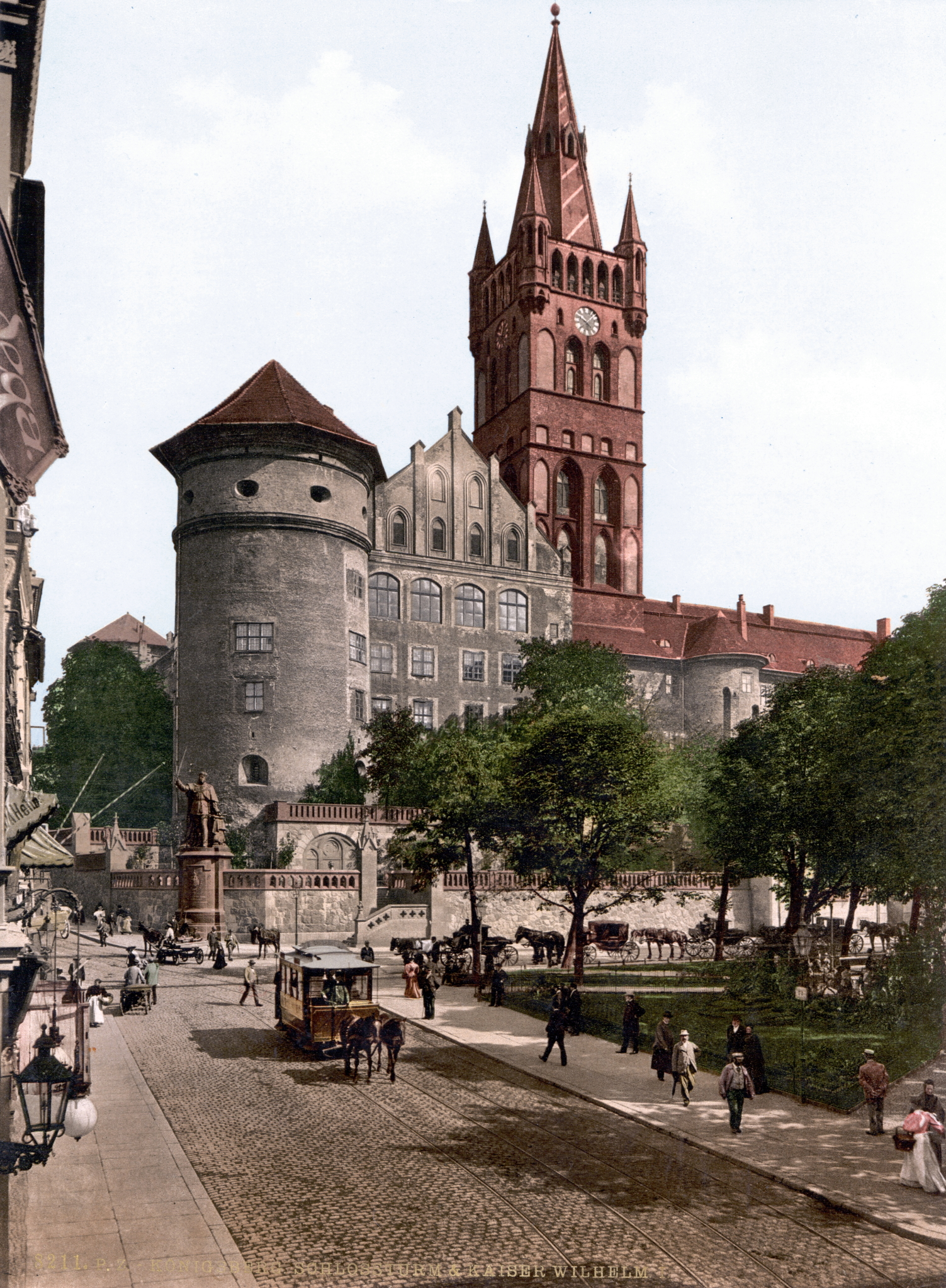
Königsberg um 1895, Schlossturm und Kaiser-Wilhelm-Straße

Braun liebte die Natur Ostpreußens. Im Neue-Welt-Kalender der SPD aus dem Jahr 1911 schrieb er über Ostpreußen:

„Dem oberflächlichen Beobachter geht das Herz auf, wenn er an einem hellen Sommertage durch die nordöstlichen Ebenen unseres Vaterlandes wandert. Er schreitet an saftigen, farbenprächtigen Wiesen vorbei, wo das Summen der Bienen emsige Tätigkeit verrät. … Aller gesellschaftlichen Fesseln befreit, sich eins fühlend mit der ihn umgebenden herrlichen Natur, wirft er sich am Waldesrande in den Schatten eines Baums.“

Später, als preußischer Minister und Ministerpräsident, dem unter anderem die Staatsgüter anvertraut waren, ging er gerne und oft auf die Jagd – was ihm einige persönliche Angriffe einbrachte. Dabei wurde ihm von rechts vorgeworfen, er jage nicht waidmännisch, und von links, er pflege ein derart aristokratisches Hobby.
Braun engagierte sich schon früh in der Sozialdemokratie. Dort gehörte er, beeinflusst vom Anarchosyndikalismus, anfangs zum linken Flügel. Er gab als Zwanzigjähriger größtenteils im Alleingang eine Zeitung heraus und war in dieser Zeit die herausragende organisatorische Figur der SPD in Ostpreußen. Den größten Teil seines Lebens verbrachte er als Berufspolitiker, erst als Abgeordneter, später als Minister und schließlich als Ministerpräsident. Nach der Machtergreifung der Nationalsozialisten flüchtete Braun am 4. März 1933 in die Schweiz, wo er 1940 seinen Memoirenband Von Weimar zu Hitler verfasste. Auch nach Ende des Zweiten Weltkrieges blieb er bis an sein Lebensende im Schweizer Exil. Er besuchte zwar noch die Bundesparteitage der SPD, hielt sich aber sonst aus dem politischen Leben zurück. Obwohl er oft als hart und sachlich beschrieben wurde, hielten ihn enge Freunde und Bekannte für sehr sentimental und von tiefen humanistischen Grundüberzeugungen geleitet.
Braun gehörte während der Weimarer Republik der Republikschutzorganisation Reichsbanner Schwarz-Rot-Gold an.

## In der SPD
Brauns Karriere war in ihren Grundzügen typisch für viele Funktionäre der SPD in der Weimarer Republik. Bereits im Alter von 16 Jahren engagierte Braun sich illegal in der unter dem Sozialistengesetz verbotenen SPD. Er wurde Vorsitzender des Arbeiter-Wahlvereins Königsberg und später Produzent, Redakteur und Drucker wechselnder sozialdemokratischer Zeitschriften. In einer Gegend, in der bereits mehrere Versuche der SPD gescheitert waren, eine Parteizeitung zu etablieren, gründete Braun ein erfolgreiches Blatt, und zwar ohne Startkapital, mit minimaler Unterstützung der Parteiführung und unter abenteuerlich anmutenden Vertriebsbedingungen im großagrarisch geprägten ländlichen Raum, die Königsberger Volkszeitung.
Besonders hatte er in dieser Zeit mit den Landarbeitern Ostpreußens zu tun und entwickelte sich so zum Experten für Agrarpolitik in der Partei sowie zum lebenslangen Gegner der ostelbischen Landjunker. In seiner späteren Schrift Das ostelbische Landproletariat und die Sozialdemokratie schrieb er:

„Die ausgebeutete, entrechtete ostelbische Landbevölkerung ist also der Sockel, auf dem zum überwiegenden Teil die Macht des ostelbischen Junkertums ruht und auf den gestützt es seine volksaushungernde und entrechtende Raubpolitik treibt. Dieser Sockel muß aber in dem Maß morscher werden, als es gelingt, in den Bevölkerungsgruppen, die ihn bilden, den sozialdemokratischen Grundsätzen Verbreitung zu schaffen.“

Otto Braun regte die Gründung des Deutschen Landarbeiter-Verbandes an. Er war Vorsitzender der lokalen Ortskrankenkasse und Mitglied des Stadtrates von Königsberg.
1892 erhielt Braun eine zweimonatige Haftstrafe wegen Majestätsbeleidigung. Im November 1903 wurde Braun verhaftet und 1904 gegen ihn und acht andere Sozialdemokraten ein Verfahren wegen Hochverrats eingeleitet. Die Ankläger beschuldigten ihn, anarchistische und zum Sturz des Zaren aufrufende Schriften nach Russland eingeführt zu haben. Braun verbrachte über fünf Monate in Untersuchungshaft. Im Königsberger Geheimbundprozess wurde Braun von Hugo Haase verteidigt, der dabei die Zusammenarbeit der preußischen Polizei mit dem russischen Geheimdienst Ochrana aufdeckte. Die Beweise wurden vom Gericht als nicht stichhaltig angesehen. Außerdem war Hochverrat an ausländischen Monarchen in Deutschland zu dieser Zeit nur strafbar, wenn mit dem entsprechenden Land ein Abkommen auf Gegenseitigkeit geschlossen war. Mit Russland war dies nicht der Fall. Braun wurde folglich freigesprochen.
1898 wurde er Vorsitzender der SPD Ostpreußens, 1905 übernahm er als Mitglied der Kontrollkommission sein erstes Parteiamt auf Reichsebene. Braun rückte 1911 als Hauptkassierer in den Reichsvorstand der SPD auf, dem er bis 1917 angehörte. 1913 bekam er ein Mandat im Abgeordnetenhaus Preußens. Obwohl anfangs dem linken Flügel der Partei zugehörig, trennten den Autodidakten doch Welten von den oft hochgebildeten späteren Spartakisten und Kommunisten. Er fand deren Argumentation zu weltfremd, zu theoretisch und zu wenig an erreichbaren und praktischen Zielen ausgerichtet. Bereits 1895 kommentierte er die Diskussionen um ein Agrarprogramm in der Partei:

„Für die praktische Agitation bietet der Entwurf nichts. Um Doktorfragen hat man dort wie in der ganzen Debatte gestritten.“

Nach der Ablehnung des Entwurfs durch die Partei:

„Also lassen wir unser Programm, welches uns schon über manchen Berg geholfen hat und zu manchem Siege geführt hat, vorläufig ganz unberührt, und quacksalbern wir nicht so oft daran herum, das kann zu keinem guten Resultat führen. Anders aber mit unserer Taktik, die hat sich zu allen Orten auf Grund unseres Programms natürlich den jeweiligen Verhältnissen anzupassen.“

An Rosa Luxemburg kritisierte er ihre „unausstehliche schulmeisterliche Manier“.
Im Ersten Weltkrieg blieb er auf Seiten der Mehrheitssozialdemokratischen Partei Deutschlands (MSPD) und unterstützte die so genannte Burgfriedenspolitik der Partei. Diese sollte während des Krieges innenpolitische Auseinandersetzungen in Deutschland verhindern. 1917 beteiligte er sich an der Organisation des Januarstreiks, 1918 wurde er für die MSPD Mitglied im Arbeiter- und Soldatenrat Berlins. Braun, dem Zuverlässigkeit und organisatorische Effizienz am Herzen lagen, wurde im Rat nicht glücklich. In diesem herrschten oft wechselnde Mehrheiten, die personelle Zusammensetzung war hochgradig vom Zufall abhängig, und oft drehten sich die Diskussionen nicht um praktische Fragen, sondern verloren sich in ideologischen Grundsatzdebatten. Aus dieser Zeit behielt er lebenslang eine Abneigung gegen „das Räteunwesen“.

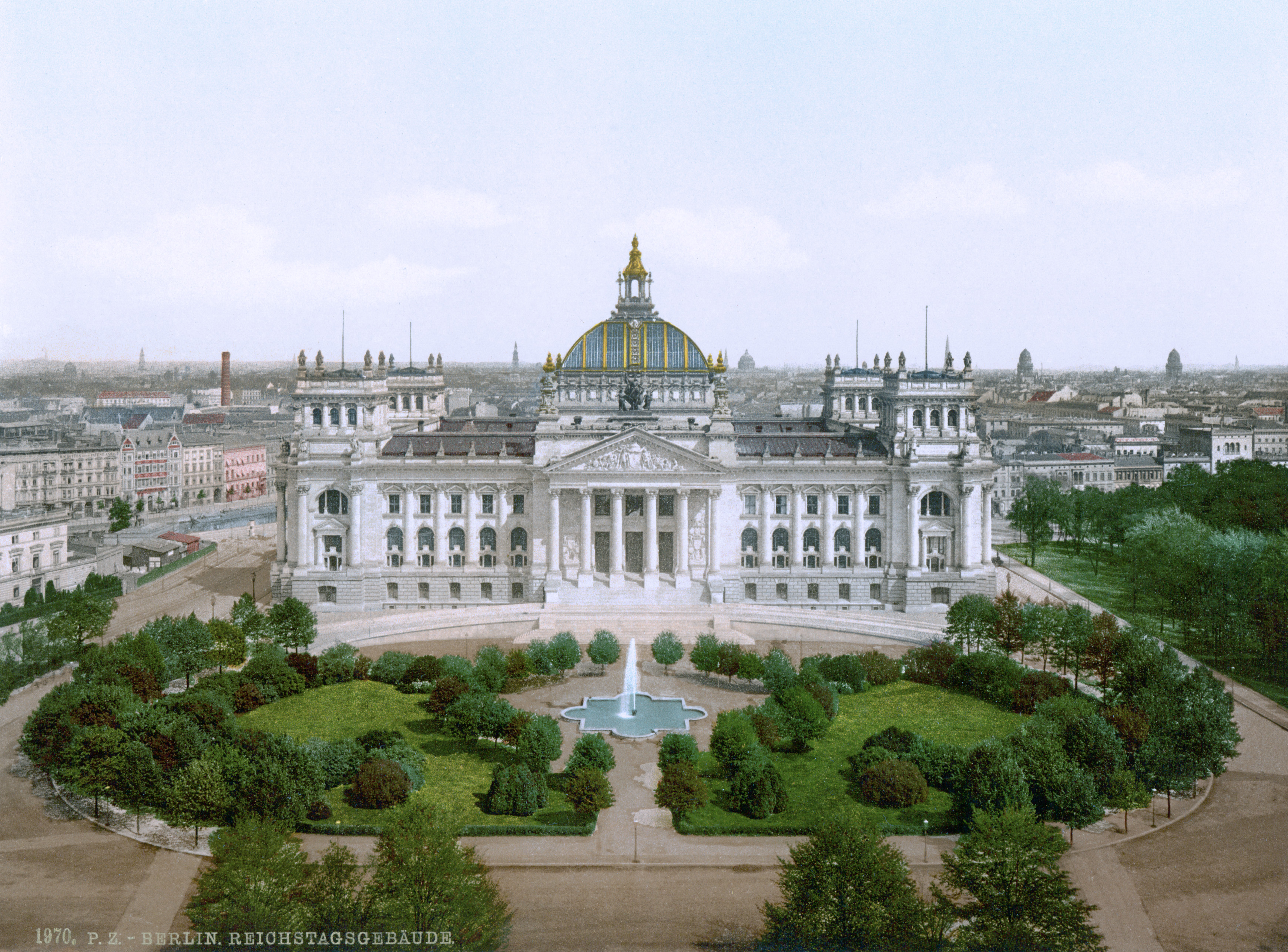
Reichstagsgebäude (etwa 1894 bis 1900)

1919/1920 gehörte Braun der Weimarer Nationalversammlung an. Von 1920 bis 1933 war er Mitglied des deutschen Reichstags. Aufgrund der Interessenkonflikte zwischen Reich und Preußen und aufgrund Brauns oft zupackender und unkonventioneller Art kam es zu einer Entfremdung zwischen ihm und der Parteiführung der SPD in der Weimarer Republik. Während Braun als Pragmatiker vor allem das Interesse der SPD/DDP/Zentrums-Koalition in Preußen und damit die Stabilität der Regierung in den Mittelpunkt seines Handelns stellte, gingen für die Partei- und Fraktionsführung im Reichstag naturgemäß die ureigenen Interessen der SPD vor. Insbesondere nach der Wiedervereinigung mit der Unabhängigen Sozialdemokratischen Partei Deutschlands (USPD) kam es oft zu Konflikten über den politischen Kurs. Persönliche Rivalitäten, besonders zwischen den beiden Führungsfiguren Braun und Otto Wels, verschlechterten das Kommunikationsklima weiterhin. Braun warf der SPD-Führung vor, unverantwortlich zu handeln, diese attestierte Braun rücksichtsloses Verhalten gegenüber der Partei und mangelnden Respekt vor sozialdemokratischen Grundsätzen.
Emotional erfolgte der Bruch, als Braun Ende der 1920er die restaurierte Neue Wache in Berlin als Mahnmal des Ersten Weltkriegs einweihte. Die politische Rechte weigerte sich, das Mahnmal eines „Vaterlandsverräters“ zu honorieren. Tief traf den aufgrund seines gefallenen Sohnes persönlich betroffenen Braun aber auch die einhellige Ablehnung der politischen Linken und der Sozialdemokratie. Eine für ihn persönlich außergewöhnlich wichtige Erinnerung erfuhr seitens seiner Genossen wenig mehr als Spott und Hohn.

## In der preußischen Regierung

Otto Braun als Angehöriger der Weimarer Nationalversammlung, 1919

Braun war bereits im Kaiserreich Mitglied des preußischen Abgeordnetenhauses. 1918 wurde er unter Paul Hirsch Landwirtschaftsminister des Landes. Braun war gegen die Zerschlagung des Landes Preußen, das er als demokratische Ordnungszelle Deutschlands wahrnahm. Zudem fürchtete er, dass die Auflösung Preußens, das flächenmäßig etwa 2/3 des Deutschen Reiches umfasste, aber sehr inhomogen zusammengesetzt war, die Annexionsforderungen der Siegermächte bestärken würde. Als Landwirtschaftsminister versuchte er eine Agrarreform, die vor allem die mächtigen Landbesitzer östlich der Elbe entmachten sollte. Das Herzstück seiner Vorstellungen war eine Siedlungspolitik, die ehemalige Soldaten auf brachliegenden Ländereien ansiedeln sollte: So hätten die Soldaten selbst eine Zivilbeschäftigung gefunden; gleichzeitig hätte sich die angespannte Nahrungsmittellage im Reich verbessert. Erbitterter Widerstand der Großagrarier, die zögerliche Haltung Hirschs und die Brauns Plänen widersprechende Gesetzeslage ließen die Pläne weitgehend scheitern.
Als am 7. Mai 1919 die alliierten Forderungen für den Versailler Vertrag bekannt wurden, kannte die Empörung der Öffentlichkeit und der politischen Führung keine Grenzen. Am 21. Mai 1919 sagte Otto Braun in Lyck:

„Noch nie in der Weltgeschichte ist ein so schamloser Betrug an einem Volke verübt worden wie hier. … Die preußische Staatsregierung und die Reichsregierung haben sich im Einvernehmen mit der Gesamtheit der Volksvertreter auf den Standpunkt gestellt, daß dieser Vertrag dazu angetan ist, das deutsche Volk in dauernde Sklaverei zu führen, und daß er daher für uns vollständig unannehmbar ist und nicht unterzeichnet werden darf.“

### Ministerpräsident
Braun war von März 1920 bis März 1921, von November 1921 bis Januar 1925 und von April 1925 bis Mai 1932 preußischer Ministerpräsident. Ironischerweise wurde er nur Ministerpräsident, weil er seinen Gegnern als Landwirtschaftsminister gefährlicher erschien und sie dementsprechend die anderen Koalitionsparteien beeinflussten. Er war damit mächtigster Mann im mit Abstand größten und bevölkerungsreichsten Bundesstaat der Weimarer Republik. Von kurzen Unterbrechungen abgesehen, die den instabilen politischen Verhältnissen der Republik geschuldet waren, besetzte er dieses Amt zwölf Jahre lang bis zum Preußenschlag 1932.
Zu den zahlreichen Problemen, mit denen sich Braun befassen musste, gehörten die Auseinandersetzung mit den Großgrundbesitzern und der mit ihnen verbündeten Deutschnationalen Volkspartei (DNVP), Spannungen mit Polen sowie mit der polnischen Minderheit in Preußen über Grenz- und Minderheitenfragen, Ruhrbesetzung und Ruhrkampf. Erschwert wurde ihm das Amt durch einen Konflikt mit dem Kölner Oberbürgermeister Konrad Adenauer, dem Vorsitzenden der preußischen Provinzenvertretung, um den Status des Rheinlandes im preußischen Staat. Hinzu kam der Kleinkrieg mit der Familie der Hohenzollern über ihren Familien- beziehungsweise preußischen Staatsbesitz, der bis zum Volksentscheid über die Fürstenenteignung im Jahre 1926 führte. Innerhalb der Koalition war die Zentrumspartei der kritische Partner – diese hätte die meiste Zeit auch zusammen mit DNVP und Deutscher Volkspartei (DVP) eine so genannte Rechtskoalition bilden können, wie sie es auf Reichsebene wiederholt tat.

### „Demokratisches Bollwerk“ Preußen
Braun betrieb in dieser Zeit eine ehrgeizige Politik inmitten eines von Spannungen durchzogenen politischen Feldes. Brauns größter Vorteil gegenüber der Reichspolitik waren zum einen die Wahlergebnisse – die Weimarer Koalition behielt stets eine knappe Mehrheit im Landtag –, zum anderen die preußische Verfassung: der Ministerpräsident wurde vom Landtag gewählt, konnte sich also anders als der Reichskanzler zumindest meist auf eine Mehrheit im Parlament verlassen. Zum Zusammenhalt der Regierungsfraktionen trugen Ernst Heilmann (SPD) und Joseph Heß (Zentrum) wesentlich bei.
Brauns wichtigste Verbündete waren die beiden sozialdemokratischen Innenminister des Landes Carl Severing und Albert Grzesinski. Die Koalition, die er führte, bestand aus den Parteien der Weimarer Koalition, bis 1924 noch unter Hinzuziehung der DVP. Hauptkonfliktpunkte waren zum einen die Schulpolitik, zum anderen die Auseinandersetzungen um die Besetzung der Beamtenstellen. Während die Zentrumspartei kirchlich gebundene Konfessionsschulen favorisierte, setzten SPD und Deutsche Demokratische Partei (DDP) auf religiös unabhängige staatliche Schulen. In der Besetzung der Beamtenschaft gab es Differenzen darüber, ob diese primär unter politisch-demokratischen Gesichtspunkten erfolgen sollte oder vorrangig unter den Gesichtspunkten der fachlichen Kompetenz, die aufgrund der Rekrutierung des Beamtennachwuchses bis 1919 ein großes Übergewicht konservativer und der Republik ablehnend gegenüberstehender Beamter ergab. Schließlich kritisierten die Koalitionspartner ebenso oft die Agrarpolitik, die ihnen vor allem als „voller sozialistischer Experimente“ erschien.
Aufgrund seines autoritären Regierungsstils wurde Braun als Zar von Preußen bezeichnet, Preußen selbst galt unter seiner Regierung als demokratisches Bollwerk. Die Regierungen wechselten wesentlich seltener als im Reich. Mit Braun blieb fast die gesamte Zeit ein einziger Politiker an der Macht.

### Reformpolitik
In Brauns Amtszeit gelang unter anderem teilweise eine Bodenreform und eine demokratische Reform des Schulwesens. Die Besetzung des Beamten- und insbesondere Polizeiapparats mit Demokraten gehörte zu den vorrangigsten Zielen der Regierung Braun. Insbesondere nach dem Kapp-Putsch ergriff die Regierung anders als in anderen Ländern konsequent Disziplinarmaßnahmen gegen illoyale Beamte. Innenminister Grzesinski fasste das Programm anlässlich seines Amtsantritts 1926 zusammen:
- Kampf gegen die Feinde der Republik.
- Festigung der Staatsmacht, insbesondere durch den Ausbau der polizeilichen Exekutive.
- Beseitigung der reaktionären leitenden Beamten in der Staatsverwaltung und ihre Ersetzung durch überzeugte Anhänger der Verfassung von Weimar, auch aus den breiten Schichten des Volkes.
- Beseitigung der noch bestehenden junkerlichen Vorrechte in Preußen durch Aufhebung der Gutsbezirke.
- Inangriffnahme und Durchführung der staatlichen und kommunalen Verwaltungsreform.

Fast alle Oberpräsidenten, Regierungspräsidenten, Landräte und Polizeipräsidenten wurden von Braun und Preußens Innenminister Carl Severing ausgewechselt. Insbesondere die preußische Polizei galt nach ihrer Reorganisation durch Wilhelm Abegg als einer der wichtigsten Garanten der Weimarer Republik. Am Ende war sie etwa 50.000 Mann stark, überwiegend republikanisch gesinnt und teilweise paramilitärisch ausgebildet. Auch in der Zeit der Straßenkämpfe, die Ende der 1920er und Anfang der 1930er häufig wurden, wusste sie sich zu behaupten.
Da es jedoch kaum Anhänger der Demokratie gab, die bereits eine Beamtenausbildung oder gar längere Erfahrung im Amt hatten, konnte die Umbesetzung nur teilweise durchgeführt werden. Besonders unterhalb der direkten Leitungsebene musste die Regierung viele kaisertreue Beamte im Amt belassen. Vor allem konservative und bürgerliche Parteien lehnten eine politische Neubesetzung von Stellen vehement ab, obwohl sowohl DDP als auch DVP überdurchschnittlich viele Stellen in den Leitungsgremien der Verwaltung zugesprochen bekamen. Die Re-Integration der DVP in die preußische Regierung scheiterte mehrmals hauptsächlich an dieser Frage.

### Präsidentenwahl 1925
Bei der Reichspräsidentenwahl 1925 kandidierte Braun für die Nachfolge Friedrich Eberts ins Amt des Reichspräsidenten gegen den Zentrums-Politiker Wilhelm Marx, Karl Jarres von der DVP und Ernst Thälmann von der KPD. Die Sozialdemokraten setzten dabei auf eine reichsweit bekannte Führungsfigur, die in ihrer Mentalität Ebert nicht unähnlich war. Im ersten Wahlgang erhielt er 29 Prozent der Stimmen, ein um einiges besseres Ergebnis als das SPD-Ergebnis bei der letzten Reichstagswahl. Weil das Zentrum sich weigerte, im zweiten Wahlgang einen sozialdemokratischen Kandidaten zu unterstützen, zog sich Braun zugunsten Marx’ zurück. Da es Marx aber ebenso wenig wie Braun gelang, das rechtskonservative Spektrum anzusprechen, verlor dieser gegen Paul von Hindenburg.

### Ende der Weimarer Republik
Braun hatte anfangs, sowohl für Beobachter als auch für die beiden überraschend, ein gutes Verhältnis zum neuen Präsidenten Hindenburg. Der Ministerpräsident, der den großgewachsenen Generalfeldmarschall noch um eine Handbreit überragte, war auch symbolisch einer der wenigen Männer, die Hindenburg auf Augenhöhe begegneten. Weder war er im alten System zu verfangen, um neben dem verehrten Helden und gefeierten Weltkriegsveteranen nicht auch den „politisch völlig naiven“ (Braun) Menschen zu sehen, noch litt er an dem in der damaligen Sozialdemokratie weit verbreiteten Komplex des sozialen Aufsteigers gegenüber den alten Machteliten. Eine gemeinsame Gesprächsebene fanden sie in ihrer beiderseitigen Leidenschaft für die Jagd in Ostpreußen. Hindenburg erlebte Braun als einen Politiker, der weniger in ideologischen Finessen dachte, sondern innerhalb gewisser Grundüberzeugungen vor allem offen und pragmatisch an der Tagespolitik orientiert war. Hindenburg konstatierte nach ihrem ersten Treffen:

„Meine Freunde in Hannover hatten mir gesagt, der Otto Braun sei ein fanatischer Hetzer. Jetzt sehe ich, daß er ein ganz vernünftiger Mensch ist, mit dem man über alles sprechen kann.“

Langfristig allerdings konnte Braun sich nicht gegen das Umfeld des Präsidenten durchsetzen. Spätestens nach dem Verbot des rheinischen Stahlhelm im Oktober 1929 – Hindenburg war Ehrenmitglied des Verbandes und nahm das Verbot persönlich – war das Vertrauen zwischen ihnen zerstört; der Präsident war bereit, sich politisch hinter den Preußenschlag zu stellen.
In der Endphase der Weimarer Republik versuchte Braun offensiv gegen die Nationalsozialisten vorzugehen. Zusätzlich zum Verbot des rheinischen Stahlhelm setzte er zusammen mit der preußischen Polizei und den Innenministern Carl Severing und Albert Grzesinski das reichsweite Verbot der SA durch. Der Staatsschutz arbeitete vergleichsweise zielorientiert und erfolgreich gegen die NSDAP, allerdings waren sowohl seine Befugnisse als auch seine Möglichkeiten begrenzt. Nach dem Scheitern der Großen Koalition im Reich unterstützte die SPD im Reichstag weitgehend die Regierung Brüning, vor allem, damit das Zentrum in Preußen weiterhin Braun unterstützte und so die preußische Polizei weiter unter der Befehlsgewalt von Demokraten stand.
Die Mehrheit Brauns schwand jedoch langsam, zumal sich die Gegner der Weimarer Republik zumindest zur Zusammenarbeit gegen die Regierung entschließen konnten. Im Jahr 1930 stellten DNVP und KPD einen gemeinsamen Misstrauensantrag im Parlament. 1931 versuchte der Stahlhelm mit Unterstützung von NSDAP, DNVP, DVP und KPD ein Volksbegehren zur Absetzung der Regierung in Preußen durchzubringen.

### Absetzung

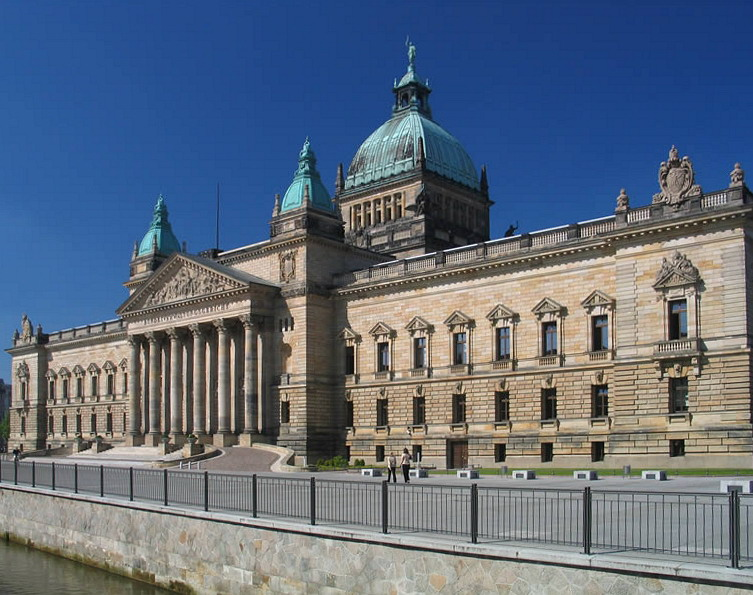
Das Reichsgerichtsgebäude in Leipzig

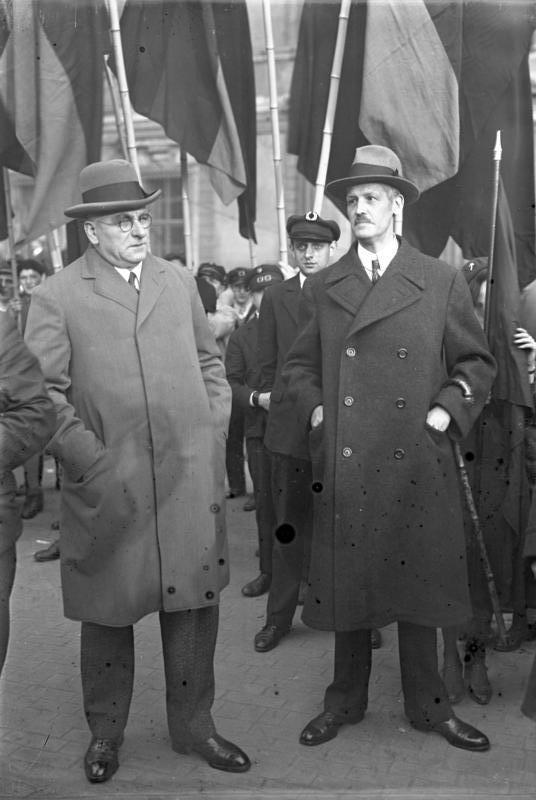
Otto Braun (links) mit Rudolf Breitscheid, 1932

Bei den Wahlen am 24. April 1932 verfehlte die Weimarer Koalition erstmals bei preußischen Landtagswahlen die Mehrheit. Da allerdings keine mit parlamentarischer Mehrheit versehene Regierung gebildet werden konnte, blieben Braun und sein Kabinett, nachdem diese formal in ihrer Gesamtheit ihren Rücktritt eingereicht hatten, entsprechend dem Artikel 59 der Landesverfassung geschäftsführend im Amt. Braun selbst war bereits nach den Anstrengungen des Wahlkampfs in der Nacht vom 22. zum 23. April von einem körperlichen Zusammenbruch getroffen worden. Als sich abzeichnete, dass die Regierung weiter im Amt bleiben würde, gab Braun die laufenden Amtsgeschäfte an den Zentrumspolitiker Heinrich Hirtsiefer ab und bezog in Berlin-Zehlendorf sein Krankenlager. Am Morgen des 20. Juli 1932 überbrachte ihm ein Ministerialbeamter das Entlassungsschreiben von Reichskanzler Franz von Papen. Braun reagierte auf den „Preußenschlag“, indem er versuchte, zu Papen vorzudringen. Angeblich war jedoch sein Dienstwagen bereits beschlagnahmt worden, Braun blieb in Zehlendorf und bereitete im Namen der preußischen Landesregierung eine Klage beim Staatsgerichtshof des Reichsgerichts vor.
Papen kam sowohl das schlechte Wahlergebnis als auch die schwer angeschlagene Gesundheit Brauns gelegen, um das wichtigste Machtzentrum der republikanischen Parteien auszuschalten. Den Vorwand bot der Altonaer Blutsonntag, der es erlaubte, die Reichsexekution als notwendigen Schritt zur Wiederherstellung von Ruhe und Ordnung darzustellen. Braun blieb zwar offiziell Ministerpräsident, seine Befugnisse wurden jedoch auf Papen als Reichskommissar übertragen.
Der Staatsgerichtshof lehnte es am 25. Juli ab, eine einstweilige Verfügung gegen Hindenburgs Notverordnung betreffend die Wiederherstellung der öffentlichen Sicherheit und Ordnung im Gebiet des Landes Preußen zu erlassen. Braun verbrachte danach den Sommer in einem Erholungsurlaub im österreichischen Bad Gastein und im schweizerischen Ascona. Ab Mitte Oktober war Braun wieder in Berlin, am 25. Oktober urteilte der Staatsgerichtshof in der Sache Preußen contra Reich, dass die Maßnahmen Papens und Hindenburgs nicht rechtmäßig gewesen seien, das Ergebnis aber toleriert werden müsse. Die Regierung Braun behalte weiterhin die verfassungsmäßigen Rechte gegenüber Landtag, Reichsrat und Reichsregierung und ihre ministeriellen Bezüge.(RGZ 138, Anhang S. 1–43). Gespräche mit Papen und Hindenburg am 29. Oktober brachten keinen Fortschritt. Juristisch war Braun zwar noch Ministerpräsident Preußens, seine einzige Macht lag aber im Vorsitz von bedeutungslosen Treffen der Hoheitsregierung und der Vertretung Preußens im Reichsrat, während Reichskommissar Papen im Eiltempo die Reformen der letzten zwölf Jahre revidierte. Die Einsetzung Kurt von Schleichers als Reichskommissar brachte keine wesentlichen Unterschiede. Erst nach der Machtergreifung Hitlers sollte sich das ändern. Hermann Göring sicherte sich mit Hilfe Papens eine neue Notverordnung Paul von Hindenburgs, die die bedeutungslose Hoheitsregierung auch offiziell absetzte. Wieder beschränkten sich die Aktionen Brauns darauf, am 7. Februar 1933 eine Klage beim Staatsgerichtshof einzureichen.
Erst die Reichstagsbrandverordnung und Warnungen, dass sein Leben bedroht sei, bewogen Braun zur Flucht. Am 4. März 1933 setzte er sich mit dem Auto über die Grenze nach Österreich ab. Diese Flucht, die noch vor Schließung der Wahllokale in der am 5. März stattfindenden Landtags- und Reichstagswahl bekannt wurde, verzieh ihm die Parteiführung der SPD nicht. Sie wirkte auf sie wie eine Desertion, mit vielleicht desaströsen Auswirkungen auf das Wahlergebnis und einer demoralisierenden Wirkung auf die Verteidiger der Republik. Zwischen Braun und der Parteiführung im Exil, der Sopade, bestand praktisch kein Kontakt.
Braun selbst wurde im Nachhinein oft vorgeworfen, dass er sich kampflos ergeben habe und nicht beispielsweise den Generalstreik ausgerufen oder mit Hilfe der zu dieser Zeit 50.000 Mann starken preußischen Schutzpolizei versucht habe, seine Befugnisse wiederzuerlangen. Im Rückblick symbolisiert gerade Brauns Verhalten während des Preußenschlags die Hilflosigkeit der demokratischen Kräfte angesichts eines Feindes, der sich weder an Ordnung noch geltendes Gesetz gebunden fühlte. Er selbst hielt ein aktiveres Vorgehen angesichts der politisch-militärischen Kräfteverhältnisse 1932 allerdings für aussichtslos. Seiner Meinung nach hätte es unnötiges Blutvergießen provoziert; Braun ergab sich in das Ende der Republik mit einer im Kern erfolglosen Klage vor dem Staatsgerichtshof.

## Im Exil
Nachdem Braun aus dem Umfeld des Reichspräsidenten vor einer Verhaftungswelle gewarnt worden war, flüchtete er  nach Ascona in der Schweiz, das er schon als Ferienort kannte. In der Schweiz war ihm jede politische Betätigung verboten, ebenso wie Erwerbsarbeit. Braun hatte zwar den größten Teil seines Vermögens retten können, dieses aber, in der sicheren Zuversicht, seine Pensionsbezüge als preußischer Ministerpräsident ausgezahlt zu bekommen, für ein Grundstück mit Haus ausgegeben und dafür sogar noch Hypotheken aufgenommen. Nachdem klar war, dass er fast ohne Geld werde auskommen müssen, zog sich Braun unter Depressionen in die Gartenarbeit und damit in die von ihm geliebte Natur zurück. In einem Brief schrieb er, er brüte über dem „ganzen Jammer meines elenden Daseins“ und er frage sich: „Wie soll ich als 62-jähriger, abgearbeiteter Mann, der ich in meiner Bewegungsfreiheit durch meine gelähmte Frau noch stark behindert werde, mir unter den heutigen Bedingungen eine neue Existenz schaffen.“ Der Gestapo erschien es zwar unglaubhaft, dass der rote Zar sich im Exil mit Kartoffelanbau begnügte, aber sie fand keine überzeugenden Gegenbeweise.
Im Sommer 1937 flüchtete Braun nach Paris, als ein Rechtsanwalt versuchte, fünfhundert Mark Schulden über die Schweiz einzutreiben. Braun bemühte sich erfolglos, sein Haus zu vermieten oder zu verkaufen; aus Angst vor dem Gerichtsvollzieher verließ er schließlich die Schweiz. In Paris hatte er erstmals wieder näheren Kontakt mit der SPD, vor allem aber fiel auf, dass er unter einem ständigen manischen Selbstrechtfertigungszwang stand. Seine Freunde konnten ihn überreden, seine Memoiren zu schreiben. Braun vergrub sich in den Akten, und 1938 war das Manuskript zu Von Weimar zu Hitler abgeschlossen. Ende 1939 erschien sein politisches Testament, stark gekürzt wegen der Schweizer Armee-Zensur.
Er war zudem nun in der Lage, sein Haus in Ascona zu einem guten Preis zu vermieten, so dass er zurück in die Schweiz ziehen und dort – zumindest der schlimmsten finanziellen Sorgen enthoben – bis Kriegsausbruch leben konnte. Dann ging es wieder bergab; es fand sich kein Mieter mehr, so dass Braun ohne Einkünfte in sein Haus zurückziehen musste. Die Einnahmen aus seinem Buch reichten nicht einmal für die Hypothekenzinsen seines Hauses. Im Sommer 1941 verkaufte Braun seine Uhr und „sonstige entbehrlichen Dinge, die man zu Geld machen kann“. Einen großen Teil der Zeit verbrachte er unter rheumatischen Anfällen im Bett. An seinen engsten Vertrauten Herbert Weichmann schrieb er, „wenn ich so in mancher Woche wie ein Bettelstudent von Freitisch zu Freitisch wandere, kann ich mich eines deprimierenden Gefühls kaum erwehren“.
Erst der ehemalige Reichstagsabgeordnete Heinrich Georg Ritzel brachte Braun wieder ins soziale Leben zurück. Er stellte Kontakt zum bayerischen Sozialdemokraten Wilhelm Hoegner und dem ehemaligen Reichskanzler Joseph Wirth her. Zusammen entwarfen sie Pläne für eine mögliche Nachkriegsordnung und versuchten diese den Alliierten nahezubringen. Ritzel vermittelte eine bescheidene finanzielle Unterstützung des Schweizerischen Arbeiterhilfswerks, so dass Braun zumindest nicht mehr betteln musste.

## Nachwirkung
Obwohl er einer der mächtigsten Männer der Weimarer Republik gewesen war, verschwand Braun nach dem Zweiten Weltkrieg weitgehend aus dem öffentlichen Gedächtnis. Seine Vorstellungen über eine Nachkriegspolitik konnten sich nicht durchsetzen. Weder seine politischen Ansichten noch das, was er symbolisierte, passten in die veränderte Lage in Deutschland. Der alte Freistaat Preußen war nun auf die vier Staaten Bundesrepublik Deutschland, Deutsche Demokratische Republik, Polen und Sowjetunion verteilt, die Vorstellung eines genuin demokratischen und republikanischen Sozialismus widersprach im Kalten Krieg mehr und mehr sowohl westlichen als auch östlichen Politikkonzeptionen. In der SBZ und der späteren DDR war er sowohl als Sozialdemokrat wie als Preuße viel zu nah am so bezeichneten Revanchismus, um eine Würdigung erfahren zu können. In der Bundesrepublik dominierte lange Jahre Konrad Adenauer, überzeugter Gegner des Preußentums und des Sozialismus wie auch Brauns innenpolitischer Gegner über viele Jahre. Daneben wurde Brauns Einsatz für die Republik über lange Jahre durch seinen letztendlichen Misserfolg und seine weitgehende Passivität während des Preußenschlags in den Schatten gestellt.
Erst in den 1970er Jahren begann sich die Geschichtswissenschaft wieder für Otto Braun zu interessieren. Hagen Schulze erinnerte mit einer umfassenden Biografie an Braun. Für Sebastian Haffner war Braun „ohne jeden Zweifel das stärkste politische Talent und die stärkste politische Persönlichkeit der deutschen Sozialdemokratie in der Zeit der Weimarer Republik.“

## Ehrungen

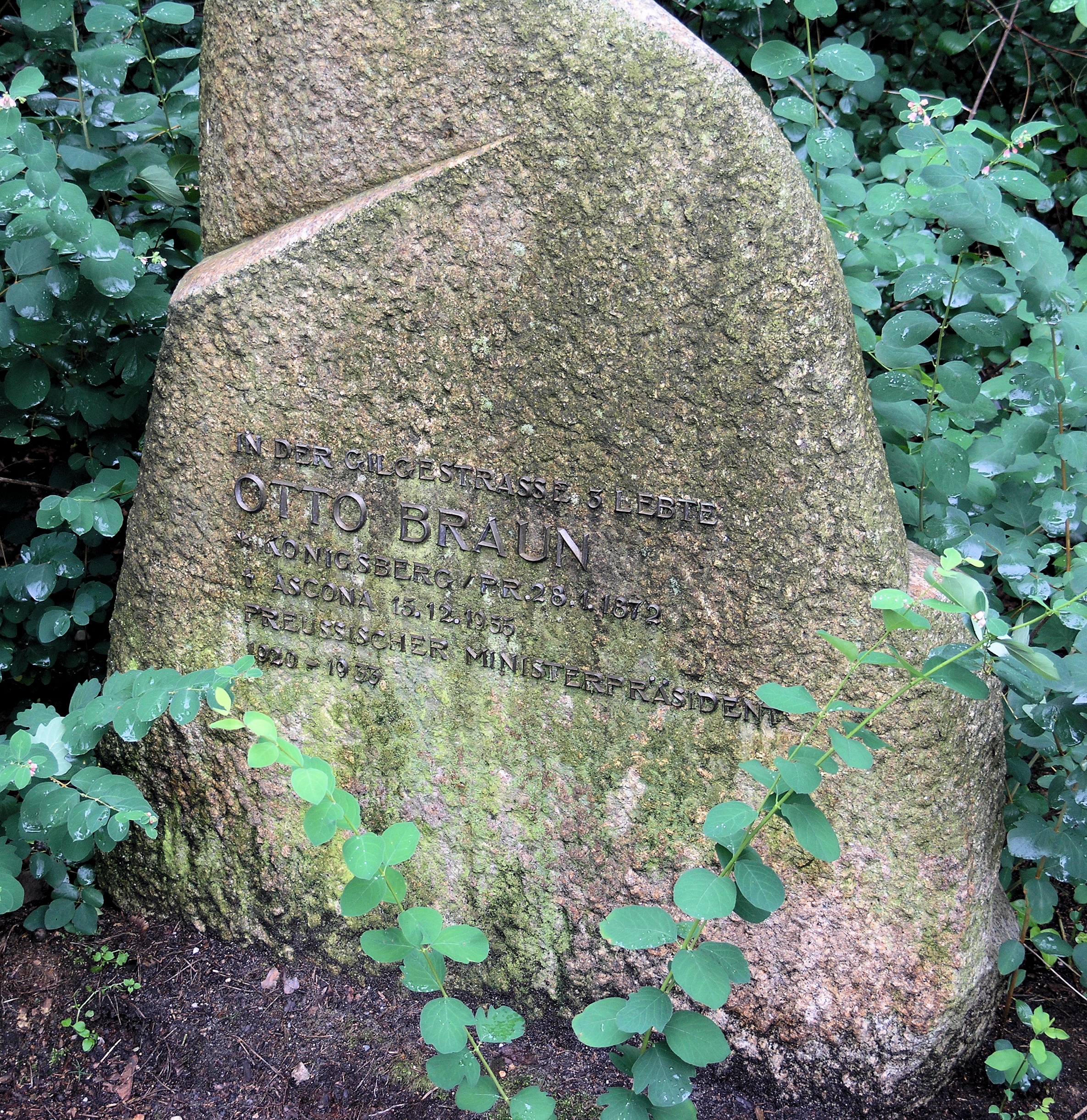
Gedenkstein für Otto Braun in Berlin-Zehlendorf

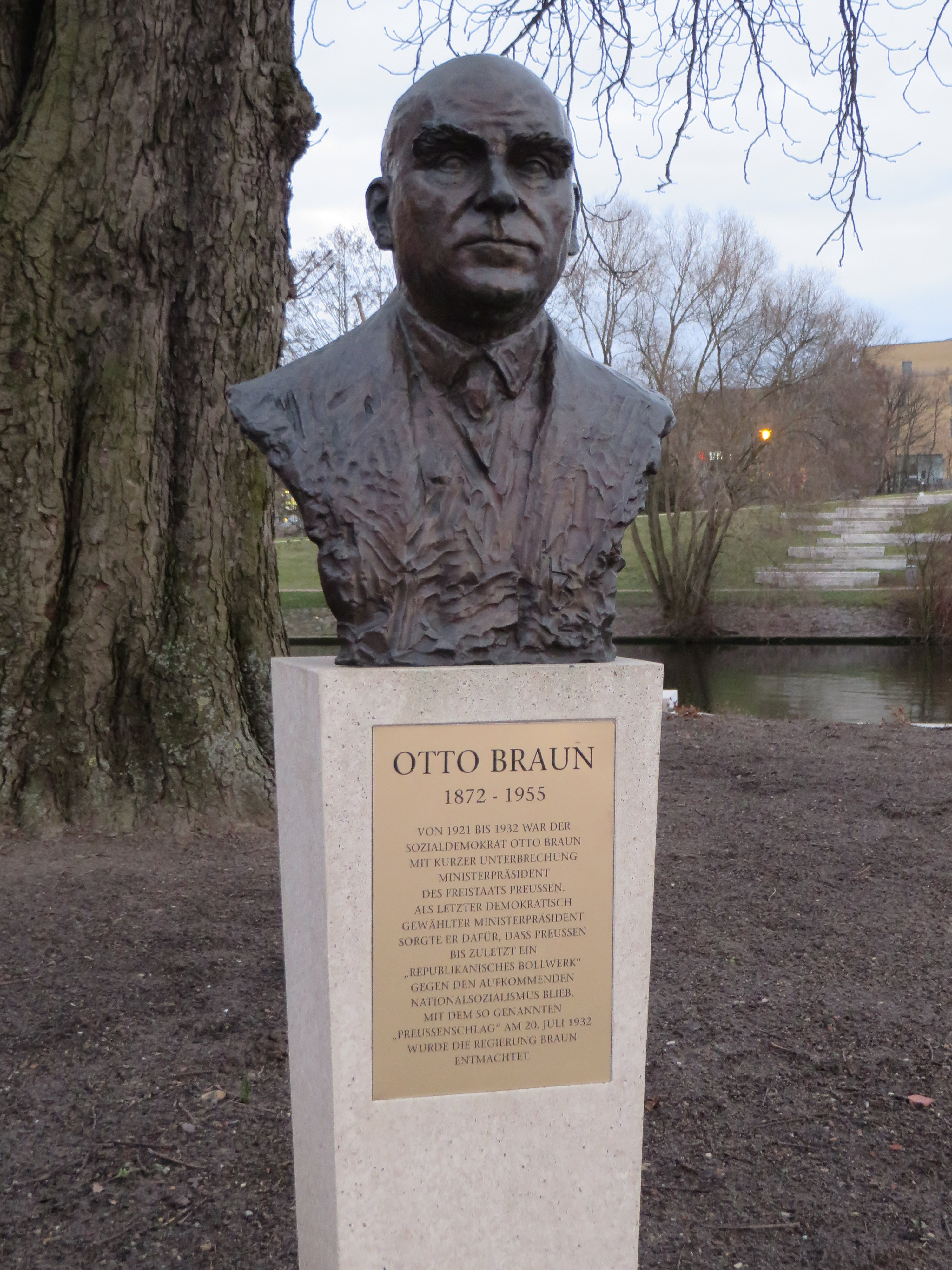
Denkmal am Otto-Braun-Platz in Potsdam

Im zu Pforzheim gehörenden Stadtteil Sonnenhof gibt es seit dem Entstehen dieses Stadtteils 1968/1970 eine Otto-Braun-Straße. Auch im Bremer Stadtteil Vahr befindet sich eine Otto-Braun-Straße.
Die Berliner Staatsbibliothek hat in ihrem Haus 2 an der Potsdamer Straße am 30. Januar 1980 einen großen Versammlungssaal nach Otto Braun benannt. Dort befindet sich eine von Hermann Brachert geschaffene bronzene Büste Brauns.
Am 30. Juni 1987 wurde an der Kreuzung Gilgestraße, Ecke Potsdamer Chaussee in Berlin-Zehlendorf unweit des ehemaligen Wohnhauses von Otto Braun (heute Gilgestraße 3) ein Gedenkstein aufgestellt.
Nach dem Mauerfall in Berlin und den politischen Umbrüchen wurde am 1. November 1995 die vorherige Hans-Beimler-Straße in Otto-Braun-Straße umbenannt. Bestrebungen, den Platz vor dem Berliner Abgeordnetenhaus nach Otto Braun zu benennen, verliefen nach den Abgeordnetenhauswahlen von 1995 im Sande. In Potsdam wurde am 19. März 2013 der Platz zwischen Stadtschloss und Alter Fahrt als Otto-Braun-Platz benannt, auf dem dann am 10. November 2015 auch eine Büste Otto Brauns enthüllt wurde.
Mit dem Erstausgabetag 3. Januar 2022 gab die Deutsche Post AG anlässlich seines 150. Geburtstags ein Sonderpostwertzeichen im Nennwert von 100 Eurocent heraus. Der Entwurf stammt vom Grafikdesigner Florian Pfeffer aus Bremen.

## Schriften
- Otto Braun: Von Weimar zu Hitler. Europa Verlag, Zürich 1940 (tatsächlich erschienen im Herbst 1939; Braun erhielt 1941 als einzige Honorarzahlung 857 Franken).

Brauns persönlicher Nachlass befindet sich zum einen bei der Stiftung Preußischer Kulturbesitz, zum anderen in Händen des Internationalen Instituts für Sozialgeschichte in Amsterdam.